# Фајлер (Ајдахо)
Фајлер (енгл. Filer) град је у америчкој савезној држави Ајдахо.

## Демографија
По попису из 2010. године број становника је 2.508, што је 888 (54,8%) становника више него 2000. године.
| Група             | 2000.         | 2010.         |
| Белци             | 1.477 (91,2%) | 2.152 (85,8%) |
| Афроамериканци    | 5 (0,3%)      | 3 (0,1%)      |
| Азијати           | 2 (0,1%)      | 2 (0,1%)      |
| Хиспаноамериканци | 93 (5,7%)     | 293 (11,7%)   |
| Укупно            | 1.620         | 2.508         |